# Bank of China
Не слід плутати з People's Bank of China, центральним банком КНР.
Bank of China Limited (кит.: 中国银行股份有限公司; Банк Китаю) — один із найбільших банків КНР, входить в число найбільших у світі. Входить до «великої четвірки» найбільших державних банків КНР (поряд з Industrial and Commercial Bank of China, China Construction Bank та Agricultural Bank of China).
Заснований у 1912 республіканським урядом для заміни Imperial Bank of China. Це найстаріший банк у Китаї, який працює по-сьогодні. Його штаб-квартира розміщена у Пекіні.